# السخنة (الحديدة)

تعديل مصدري - تعديل

السخنة هي مدينة يمنية تتبع محافظة الحديدة، وهي مركز مديرية السخنة، بلغ تعداد سكانها 2230 نسمة حسب الإحصاء الذي أجري عام 2004.

## الأحياء والحارات
| الحارة | عدد المساكن | عدد الأسر | الذكور | الأناث | الإجمالي |
| ------ | ----------- | --------- | ------ | ------ | -------- |